# Fàbrica de mosaics hidràulics Orsola, Solà i Cia
La fàbrica de mosaics hidràulics Orsola, Solà i Cia era un recinte fabril actualment desaparegut, situat als carrers de Calàbria, del Consell de Cent i de Rocafort a l'Eixample de Barcelona, si bé es conserven les Cases Orsola al xamfrà dels dos primers carrers.

## Història i descripció
Natural d'un poble proper a Torí, Giovanni Orsola i Plano (1845-1929) es va casar amb Caterina Merino, i amb només 16 o 17 anys marxaren a viure a Marsella durant un temps, fins que la família es va establir definitivament a Barcelona. Pel que sembla, el seu primer negoci fou una fàbrica de xocolata a la Gran Via, que no va funcionar massa bé. El 1876, juntament amb Ignasi Solà i altres socis la companyia Orsola, Solà i Cia, dedicada principalment a la fabricació de paviments hidràulics, però també objectes de marbre comprimit, baranes, columnes, mausoleus, etc. La seu social era situada originalment a la Gran Via, 187 (antic), però posteriorment es va traslladar a la plaça de la Universitat, 5 (actual 2), i cap al 1920 al carrer de Vergara, 3.
La fàbrica ocupava una gran part de l'illa de cases entre els carrers de Calàbria (on tenia l'accés principal), Consell de Cent i Rocafort. Les matèries primeres tenien la seva entrada pel carrer del Consell de Cent, on hi havia la sala de premses. El transport entre les diferents naus es feia mitjançant unes vagonetes sobre rails, i la part que ocupava més espai era destinada a l'emmagatzematge i assecament de les rajoles. Els vehicles carregats amb les comandes sortien per la porta del carrer de Calàbria. Produia 300.000 m² de mosaic i tenia 150 treballadors, amb maquinària moguda per màquines de vapor.
L'empresa va guanyar la medalla d'or a l'Exposició Universal de Barcelona del 1888 i la de medalla d'argent a la de París del 1889. Al tombant de segle, tenia 300 treballadors, amb una segona fàbrica a Gandesa i unes vendes anuals d'un milió de pessetes. Tenien un represent al carrer Caballero de Gracia de Madrid, i el seu catàleg de mosaics incloïa 270 varietats i n'hi havia 120.000 m² al dipòsit. En aquella època, s'hi incorporaren dos dels fills de Giovanni Orsola, Jaume i Ignasi Orsola i Merino. El segon fou el director de producció i s'encarregà de les exportacions, especialment cap a l'Amèrica del Sud i Cuba. Heretà les dots del seu pare i s'encarregà de la secció dels colors.
Cap el 1920, la companyia va comercialitzar un paviment continu imitació de moqueta, gràcies a una patent de l'italià Bolla, que més endavant es casaria amb una neboda del fundador. Posteriorment, van produir els paviments monolítics Hispania, especials per a llocs de gran trànsit, com per exemple esglésies, escoles, hospitals, magatzems, garatges, etc. Giovanni Orsola va morir el 1929, però el seu fill Ignasi va continuar fabricant mosaics hidràulics amb la maquinària i utensilis de la seva empresa a La Verneda, sota la marca comercial Mosaicos Ignacio Orsola i despatx al carrer de Balmes, 22. Tanmateix, el negoci va durar molt poc, ja que morí el 1933, als 53 anys. A l'emplaçament de la fàbrica es va instal·lar la parròquia de la Mare de Déu de la Medalla Miraculosa i altres edificis.

### Cases Orsola

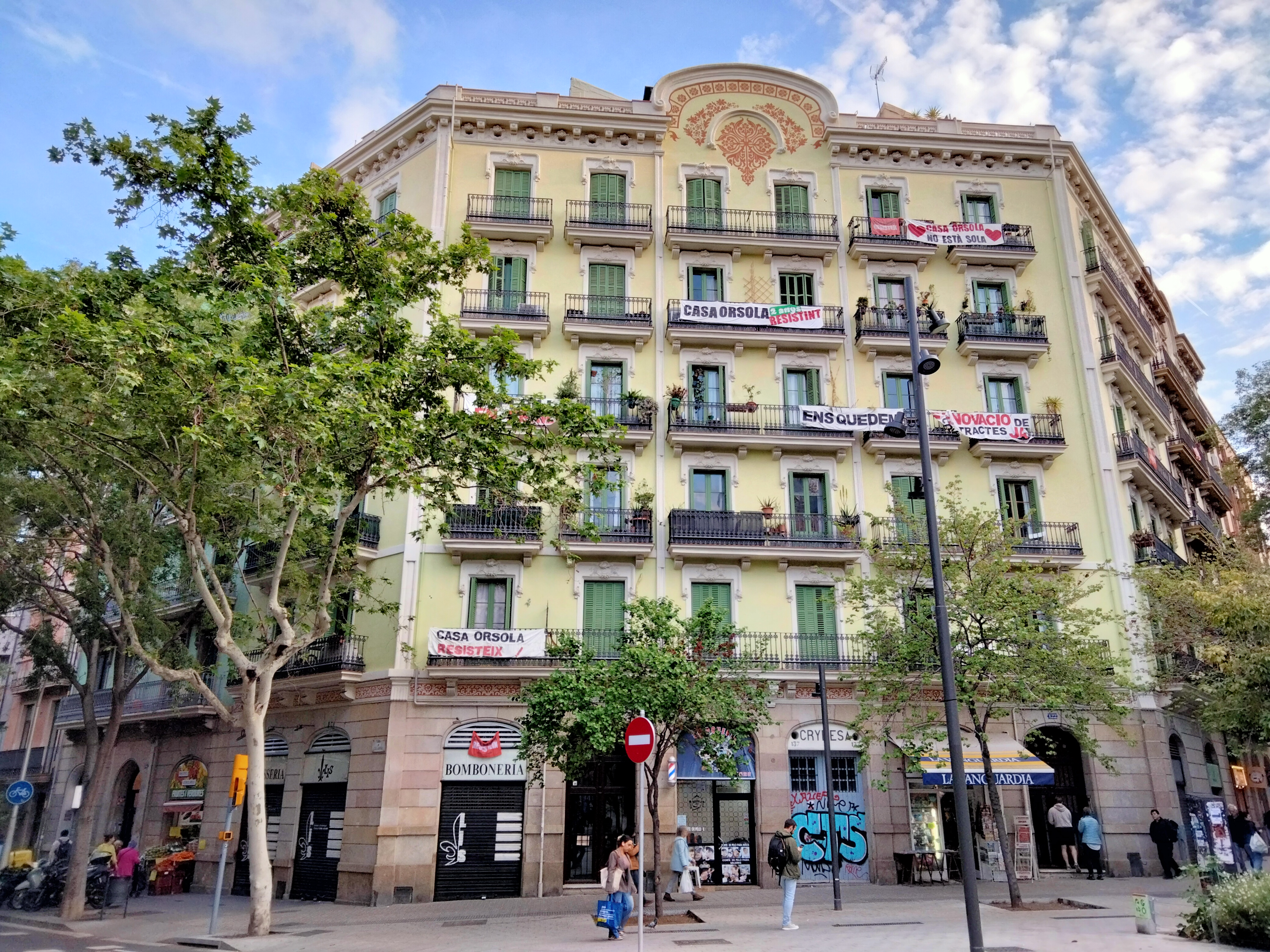
La casa Orsola del xamfrà de Calàbria 137 i Consell de Cent 122, amb pancartes de protesta a la façana

El 1909, Giovanni Orsola va encarregar al mestre d'obres Josep Carrera i Miró un edifici d'habitatges de planta baixa, entresol i quatre pisos al carrer de Calàbria, 135, que seria la residència familiar. El 1913 va completar el conjunt amb dos edificis més al xamfrà del carrer del Consell de Cent, obra del mateix autor.
L'octubre del 2021, l'edifici del xamfrà va ser adquirit per un fons voltor, que va iniciar un procés d'assetjament immobiliari contra els seus habitants per tal d'obtenir beneficis llogant pisos per temporades. Finalment, el febrer del 2025, l'Ajuntament de Barcelona va anunciar que el compraria conjuntament amb la Fundació Hàbitat3 per 9,2 milions d'euros.